# هیسپانیولا
هیسپانیولا دومین جزیره از لحاظ وسعت و جمعیت از جزایر آنتیل در دریای کارائیب است که بین کوبا در غرب و پورتوریکو در شرق واقع شده است.

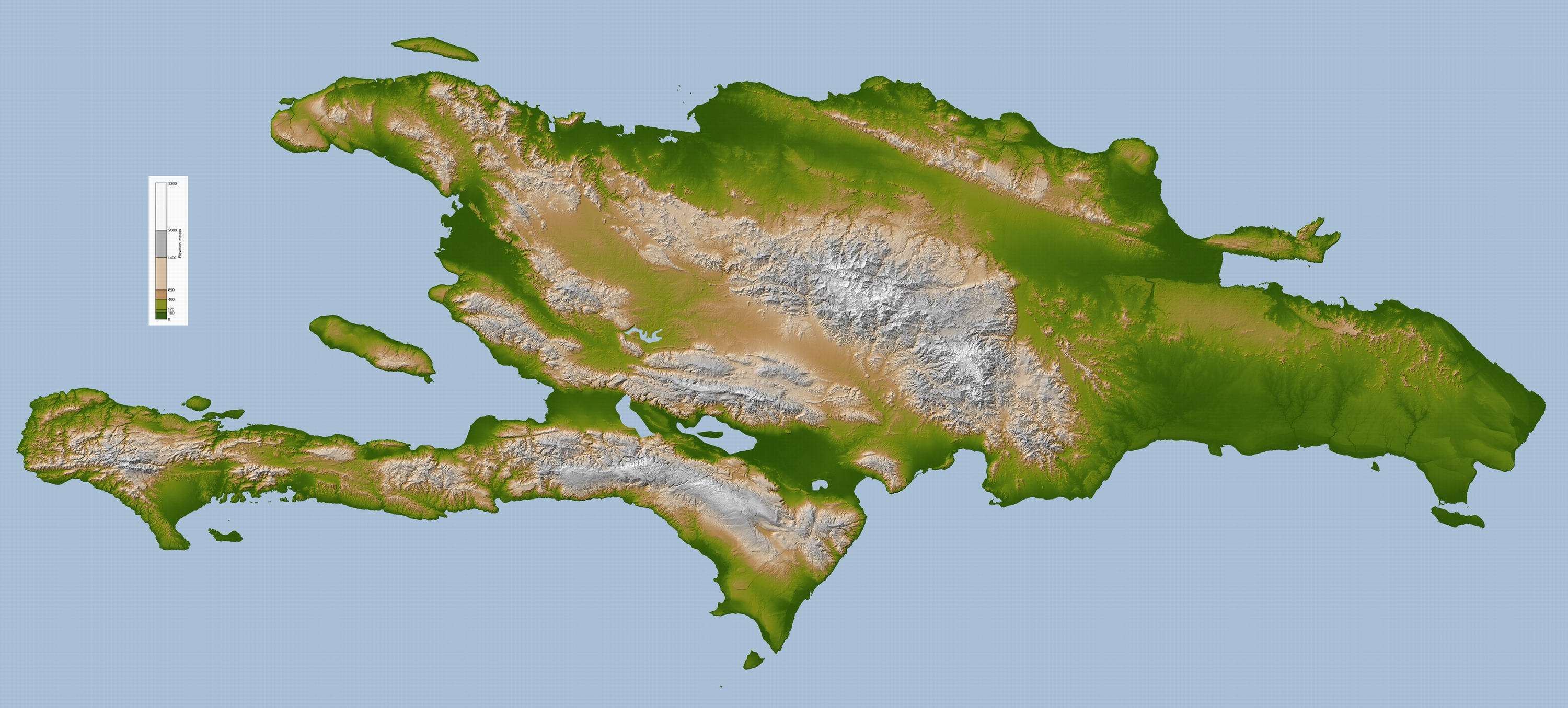

کریستف کلمب در ۵ دسامبر ۱۴۹۲ و در سفر دومش در ۱۴۹۳ به این جزیره قدم گذاشت و با کشف دنیای جدید، اولین مستعمره اسپانیا در آمریکا را بنیان گذاشت. در تمامی چهار سفر او تنها از این جزیره بازدید کرد. واسکو نونز ده بالبوآ نیز اینجا زندگی می‌کرد.
این جزیره به‌طور مشترک متعلق به هائیتی و جمهوری دومینیکن است. یک سوم غربی متعلق به هائیتی است و دو سوم شرقی متعلق به جمهوری دومینیکن.
نام بومی این جزیره آییتی («سرزمین کوه‌های بلند») است که به رشته کوه هیسپانیولا و قله‌های بلند آن اشاره دارد. اما در عصر معاصر، این ژان ژاک دسالین، انقلابی هائیتی، بود که این نام را برای اشاره به جمهوری هائیتی به کار برد.